# Ana María Romero
Ana María Romero de Campero (1940 - 26 de outubro de 2010).  Foi uma jornalista, escritora, ativista e influente figura pública boliviana. Ela foi a primeira Defensora do Povo da Bolívia (1998-2003) e também Presidenta do Senado da Bolívia (2010) no momento da sua morte.